# Gelachernes perspicillatus
Espèce
Gelachernes perspicillatus est une espèce de pseudoscorpions de la famille des Chernetidae.

## Distribution
Cette espèce est endémique de Guadalcanal aux Salomon. Elle se rencontre vers le mont Popomanaseu.

## Description
La femelle holotype mesure 3 mm.

## Publication originale
- Beier, 1966 : Die Pseudoscorpioniden der Salomon-Inseln. Annalen des Naturhistorischen Museums in Wien, vol. 69, p. 133-159 (texte intégral).